# Rudniki soli v Soledarju
Rudniki soli v Soledarju (imenovani tudi rudniki soli Artjomsol po združenju državnih podjetij Artjomsol, ki upravlja rudnike) se nahajajo v predmestju Soledarja v občini Bahmut v Donecki oblasti v Ukrajini.
Rudniki so veliki, saj imajo 201 km rovov na globini 288 m, številne dvorane merijo do 30 m v višino. Največja spominja na hangar z okoli 100 m dolžine in 40 m širine in višine. V njem so se odvijale nogometne tekme in napihovanje balona na vroč zrak.
Pod zemljo je konstantna temperatura 14–15 °C s 772 mm Hg zračnega tlaka in 60% vlažnost ne glede na letni čas, kar je razlog za trditve o zdravljenju pljučnih obolenj.
Številne komore so izvrstno okrašene z rezbarijami v slanih kamninah. Zgrajeni so bili nastanitveni prostori in cerkev.
V rudniku se nahaja detektor fizike delcev, scintilacijski detektor Artjomovsk.

## Zgodovina
V mestu se je pridobivanje soli pričelo v 19. stoletju.
Oktobra 2004 je doneški simofnični orkester pod vodstvom avstrijskega dirigenta Kurta Schmida izvedel koncert v glavni dvorani ob spremljavi pevke dunajske opere Victorie Lukjanec.
Med bitko za Soledar 5. januarja 2023 sta skupina Wagner in ruske oborožene sile zavzele dele vzhoda Soledarja, zaradi česar so se ukrajinske oborožene sile morale umakniti in prevzeti obrambo v osrednih in zahodnih delih Soledarja. Rudnik soli je od takrat kritična točka za ukrajinsko obrambo Soledarja in Bahmuta, saj ukrajinske sile globoke rove rudnika uporabljajo za preskrbovanje fronte v Soledarju, pa tudi za ohranjanje zalog in začenjanje napadov na ruske položaje izza njihovega hrbta. 10. januarja 2023 so proruski mediji, vključno z vodjo skupine Wagner Jevgenijem Prigožinom, trdili, da so rudnik v veliki meri zasedle ruske in Wagnerjeve sile, čeprav te trditve niso bile neodvisno preverjene. Med 11. in 13. januarjem 2023 so ruske sile med ofenzivo proti centru Soledarja zelo napredovale. Istočasno so ruske sile severno in južno od Soledarja močno napredovale čez obrobje Soledarja do cest, ter tako pričeli z obkolitvijo osrednjih delov Soledarja. Tako so se bili Ukrajinci prisiljeni umakniti zahodno od Soledarja, s čimer so velik del rudnika soli prepustili ruskim silam.